# Yves Le Jan
Pour les articles homonymes, voir Le Jan.
Yves Le Jan est un mathématicien français, né le 15 avril 1952  à Grenoble. Il est professeur à l’université Paris-Sud à Orsay au département de mathématiques, spécialisé en théorie des probabilités et les processus stochastiques.

## Biographie
Le Jan étudie à partir de 1971 à l'École normale supérieure et obtient l'agrégation en 1974. En 1975, il devient attaché de recherche au CNRS où, en 1987, il devient directeur de recherche. En 1979, il obtient son doctorat d'État. 
Depuis 1993, il est professeur à l'université Paris-Sud. Là, il dirige de 2001 à 2004 le groupe Théorie des probabilités et Statistique.
En 2006, il est conférencier invité au Congrès international des mathématiciens à Madrid avec une intervention intitulée New developments in stochastic dynamics. En 2008, il est membre de l'Institut universitaire de France. En 2011, il est conférencier au 8e Congrès mondial de probabilité et statistiques à Istanbul.
De 2000 à 2006, il est éditeur des Annales de l'Institut Henri Poincaré.

## Publications
- avec Jacques Franchi, Hyperbolic Dynamics and Brownian Motion: an Introduction, Oxford University Press, 2012
- avec K. David Elworthy et Xue-Mei Li, The Geometry of Filtering, Birkhäuser, 2010
- avec K. David Elworthy et Xue-Mei Li, On the geometry of diffusion operators and stochastic flows, Springer Verlag, 1999
- Markov Paths, Loops and Fields, École d’Été de Probabilités de Saint-Flour XXXVIII-2008, Springer Verlag, 2011

## Prix et récompenses
- 1995 : prix Poncelet
- 2011 : prix Sophie-Germain[1].